# Левар Гарпер-Гріффіт
Левар Гарпер-Гріффіт (англ. Levar Harper-Griffith; нар. 4 вересня 1981) — колишній американський тенісист.
Найвищу одиночну позицію світового рейтингу — 224 місце досяг 17 вересня 2001, парну — 184 місце — 27 січня 2003 року.
Найвищим досягненням на турнірах Великого шолома було 2 коло в парному розряді.

## Титули на челленджерах

### Одиночний розряд: (1)
| Ранг | Рік  | Турнір                     | Покриття | Суперник у фіналі | Рахунок у фіналі |
| ---- | ---- | -------------------------- | -------- | ----------------- | ---------------- |
| 1.   | 2001 | Тарзана, Лос-Анджелес, США | Тверде   | Майкл Джойс       | 7–6(6), 6–3      |

### Парний розряд: (1)
| Ранг | Рік  | Турнір          | Покриття | Партнер       | Суперники у фіналі             | Рахунок у фіналі |
| ---- | ---- | --------------- | -------- | ------------- | ------------------------------ | ---------------- |
| 1.   | 2002 | Таллахассі, США | Тверде   | Джефф Вільямс | Гантлі Монтґомері Браян Вехели | 6–3, 4–6, 6–4    |